# The eternal winter
|  | Denne artikel er oprettet af botten PalnaBot ud fra en ekstern database. Den kan derfor have sproglige fejl eller mangler. Denne skabelon kan fjernes efter kontrol af indholdet. |

The eternal winter er en kortfilm instrueret af Henrik Ruben Genz efter eget manuskript.

## Handling
En ung mands tanker de sidste 6 minutter af en 2. juli: Hans sindsstemning er den bedrøvedes, vinteren hører aldrig op, og erindringsbilleder fra en varm, kærlig og forelsket sommer minder ham om, at "the future is behind me. It always is.